# Mirskói (Novokubansk, Krasnodar)
Mirskói (del ruso: Мирской) es un posiólok del raión de Novokubansk, en el krai de Krasnodar de Rusia. Está situado en las llanuras enmarcadas entre las vertientes septentrionales del Cáucaso Norte y la orilla occidental del río Kubán, 14 km al norte de Novokubansk y 148 km al este de Krasnodar. Tenía 235 habitantes en 2010.
Pertenece al municipio Kovalévskoye.

## Transporte
Al este de la localidad pasa la carretera federal M29 Cáucaso.